# Rood
Especificamente, o rood é uma velha unidade inglesa de área, igual a 1.011,7141056 m². Uma área retangular com as arestas de um furlong e um rod é exatamente um rood. Como é uma medida que consiste em 40 rods quadrados, o rood era uma medida importante por causa da sua conversão fácil aos acres. Confusamente é chamado de "acre" em alguns contextos antigos.
Rood também se refere a uma unidade britânica de comprimento, equivalente entre 16,5 e 24 pés. Se relaciona ao Rute alemão (12,36 a 12,47 pés) e ao Rode dinamarquês (12,34 pés)

## Equivalências
- 1.568.160 polegadas quadradas
- 10.890 pés quadrados
- 1.210 jardas quadradas
- 40 rods quadrados
- 0,25 acres
- 0,0015625 homesteads
- 0,000390625 milhas quadradas